# Van der Hammens hangmatspin
De Van der Hammens hangmatspin (Neriene hammeni) is een spinnensoort in de taxonomische indeling van de hangmatspinnen (Linyphiidae).
Het dier behoort tot het geslacht Neriene. De wetenschappelijke naam van de soort werd voor het eerst geldig gepubliceerd in 1963 door van Helsdingen.